# Lutjanus fulgens
Lutjanus fulgens es una especie de peces de la familia Lutjanidae en el orden de los Perciformes.

## Morfología
• Los machos pueden llegar alcanzar los 60 cm de longitud total.

## Alimentación
Come peces y crustáceos.

## Hábitat
Es un pez de mar de clima tropical.

## Distribución geográfica
Se encuentra entre Senegal y Nigeria, el Golfo de Guinea, Cabo Verde y Fernando Poo.